# Lilla Lexen
Lilla Lexen är en sjö i Smedjebackens kommun i Dalarna och ingår i Norrströms huvudavrinningsområde.